# The Stooges
The Stooges, auch bekannt als Iggy and the Stooges, war eine US-amerikanische Rockband, die 1967 in Ann Arbor, Michigan, gegründet wurde. Die Band zählt zu den späteren Vertretern des Garage Rock und Pionieren des Hard Rock. Sie gelten als maßgeblicher Einfluss auf den Punkrock, was Iggy Pops Ruf als Godfather of Punk begründete.

## Bandgeschichte
Iggy Pop spielte in der Band The Iguanas als Schlagzeuger und Sänger in Ann Arbor (Michigan). Nach dem Mitwirken in der Blues-Formation The Prime Movers und einem kurzen Aufenthalt in Chicago 1966 kehrte Iggy Pop nach Ann Arbor zurück und gründete zusammen mit Ron Asheton (Gitarre, ehemals bei The Chosen Few) und dessen Bruder Scott Asheton (Schlagzeug) im Jahr 1967 die Band The Psychedelic Stooges, die Ende des Jahres vom Bassisten Dave Alexander komplettiert wurde. Ihr erster Auftritt fand am Halloween-Tag 1967 an der Universität von Michigan statt. Die Band tourte anschließend vorwiegend in der Gegend um Michigan. In der Zeit wurde der Name auf The Stooges verkürzt. Die Auftritte der Band galten bald als skandalös und gewalttätig. Besonders Iggy Pops provokatives Bühnenverhalten wurde zum Thema – so beschmierte er sich auf der Bühne mit Hackfleisch oder Erdnussbutter, schnitt sich die Brust mit Glasscherben auf oder zeigte seine Genitalien.
Die Stooges wurden 1968 von Elektra Records unter Vertrag genommen. Deren A&R-Manager Danny Fields war auf einem Konzert der MC5, um diese unter Vertrag zu nehmen. Dort band er die als Vorband auftretenden Stooges ebenfalls an Elektra.
1969 wurde das selbstbetitelte Debütalbum veröffentlicht, für das man John Cale von The Velvet Underground als Produzenten gewinnen konnte. Dieses erste Album verrät Einflüsse der Rolling Stones, vom später als 'Sixties Punk' bezeichneten US-Untergrund-Rock sowie von den formalen Experimenten von The Velvet Underground, vor allem beim Titel We Will Fall, bei dem Cale als Bratschist mitwirkte. Das Stück I Wanna Be Your Dog thematisierte erstmals BDSM und gilt heute auch wegen des einprägsamen Gitarrenriffs als Klassiker. 1969 fußt auf dem bekannten Bo-Diddley-Beat und kombiniert ihn mit verzerrten Wah-Wah-Gitarren. Die Textzeilen „It’s 1969, ok / War across the USA / It’s another year for me and you / Another year with nothing to do!“ werden oft als Abgesang auf die Hippie-Bewegung und die Ideale von 1968 interpretiert. Ähnlich wird das Stück No Fun gerne gegen das Fun, Fun, Fun der Beach Boys gestellt. Solche Positionen erklären die breite Rezeption der Stooges in der Punk-Szene Ende der 1970er.
1970 wurde das zweite Album Fun House veröffentlicht. Steve MacKay wirkte als Saxofonist mit. Dave Alexander verließ die Stooges kurz nach den Aufnahmen zu Fun House. Er starb 1975 an den Folgen seines Alkoholismus. Insgesamt gilt Fun House als stärker als ihr Debüt, weil die Bandmitglieder eingespielter und fokussierter waren. Die Texte des Albums zeichnen ein desolates, dystopisches Stadtleben, in der Sehnsucht und Verlangen immer wieder durch die von Iggy Pop oft artikulierte Todessehnsucht zerrissen werden, wie etwa im Stück 1970: „Baby oh baby, burn my heart / Baby oh baby, burn my heart / Fall apart baby, fall apart / All night till we blow away“. In diesem Leben können nur harte Rocker überleben, die das Album in Stücken wie Loose oder Down on the Street feiert. Der Titelsong spielt auf eine Jahrmarktsensation, vielleicht aber auch auf Sex mit Kindern an. Der fehlende Erfolg des Albums führte zur Trennung der Band und zur Beendigung der Zusammenarbeit durch Elektra.
Nach dem Zerfall der Band traf Iggy Pop 1972 David Bowie in New York. Bowie ermunterte ihn, die Stooges zu reformieren und verhalf der wieder vereinten Band zu einem Plattenvertrag mit Columbia Records. Als Iggy and the Stooges nahmen sie im Herbst 1972 ihr drittes Album Raw Power in der Besetzung Iggy Pop, Ron Asheton, Scott Asheton und James Williamson auf. Die von Bowie produzierte Platte wurde 1973 veröffentlicht und gilt als bestes Album der Stooges. Zum ersten Mal enthält das Album ausschließlich kurze Songs, die alle das Strophe/Refrain-Schema normaler Popmusik aufweisen. Musikalisch ist es eher als die ersten beiden Platten dem klassischen Hardrock zuzuordnen. James Williamson spielte nun Gitarre, der vormalige Gitarrist Ron Asheton Bass. Die Texte bleiben jedoch voller sexueller Energie (Gimme Danger), Nihilismus (Your Pretty Face Is Going to Hell) und Aggressivität (Raw Power), wie man es von einem Album erwarten kann, das mit der Zeile „I'm a streetwalking cheetah with a heart full of napalm“ beginnt. Jahrelang erbittert geführte Debatten über das Zustandekommen und die Qualität der Abmischung dieser LP zeigen, wie wichtig diese LP bis heute genommen wird.
Nachdem dieses Album jedoch ebenfalls erfolglos geblieben war, löste sich die Band abermals auf. Iggy Pop begab sich für längere Zeit in eine Nervenklinik, um von seinem bisherigen Leben als Rockmusiker Abstand zu gewinnen. Er fand jedoch die Zeit, dabei gemeinsam mit James Williamson das Album Kill City aufzunehmen. Es enthält einige Stücke, die ursprünglich für die Stooges geplant waren. Anschließend zog Pop gemeinsam mit David Bowie nach Berlin, wo er 1976 mit dessen Hilfe eine erfolgreiche Solokarriere begann.

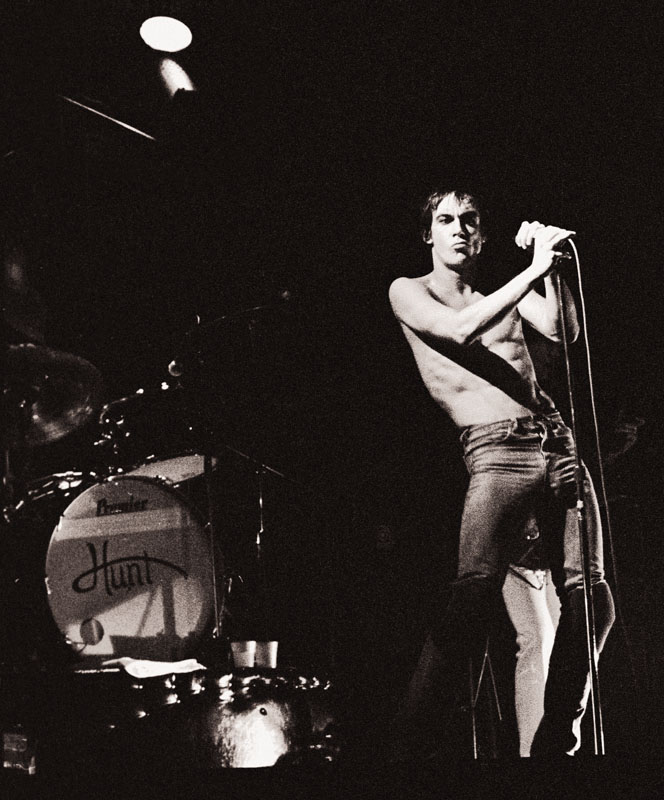
Iggy Pop 1977

Die Asheton-Brüder gründeten 1975 eine kurzlebige Band namens The New Order (nicht zu verwechseln mit New Order), in der auch Dennis Thompson von den MC5 mitwirkte. Danach folgte für Ron Asheton die Mitgliedschaft bei der Band New Race, bei der neben anderen auch Ex-Radio-Birdman-Mitglieder mitwirkten. Später stieg Asheton bei Destroy All Monsters ein.
Die Stooges formierten sich 2002 unter dem Namen Iggy and The Stooges neu und spielten auf dem Album Skull Ring in folgender Besetzung einige Songs ein: Iggy Pop, Scott Asheton und Ron Asheton, der in dieser Formation sowohl Gitarre als auch Bass spielte. Bei den anderen Songs auf Skull Ring wurde Iggy Pop von seiner damaligen Band The Trolls begleitet. Sie hatten eine Reihe von Live-Auftritten in den USA und in Europa absolviert, wobei Mike Watt von den Minutemen und Firehose am Bass die Besetzung komplettierte.
Im März 2007 erschien ein neues Studioalbum, The Weirdness, das im Oktober 2006 von Steve Albini produziert wurde. Im Januar 2009 wurde Ron Asheton tot in seinem Haus aufgefunden. Am 7. November 2009 spielten Iggy and The Stooges mit James Williamson an der Gitarre auf dem Planeta-Terra-2009-Festival in São Paulo, Brasilien.
Am 15. März 2010 wurde die Band in die Rock and Roll Hall of Fame aufgenommen.
Gitarrist/Bassist Ron Asheton starb am 6. Januar 2009 an einem Herzinfarkt. Sein Bruder, der Schlagzeuger Scott Asheton erlag dem gleichen Leiden am 15. März 2014.

## Bedeutung und Einfluss
- Den Namen seiner Kunstfigur Ziggy Stardust hat David Bowie möglicherweise anhand von Pops „Vornamen“ Iggy gebildet, da beide befreundet waren.
- Die Band Radio Birdman verdankt ihren Namen einem Verhörer der Textzeile „Radio burning up above“ aus 1970.
- Iggy Pop erzählt die Geschichte seiner ersten Band in dem Lied Dum Dum Boys auf The Idiot.
- Kurt Cobain bezeichnete Raw Power als sein Lieblingsalbum.

Obwohl zu Lebzeiten erfolglos, galten die Stooges später als wichtiger Einfluss auf unterschiedliche Musikrichtungen:
- die Punk-Szene der späten 1970er und frühen 1980er
- die Indie-, Post-Punk- und Alternative-Rock-Szene der 1980er und 1990er
- die Heavy-Metal-Szene der 1990er

Von Vertretern dieser Musikrichtungen wurden viele Lieder der Stooges gecovert:
Die Sex Pistols coverten No Fun 1978. Coverversionen von Stooges-Songs spielten u. a. auch The Damned (Loose und I Feel Alright, letzteres nach dem Stooges-Lied 1970). The Dictators und GBH.
The Birthday Party coverten 1982 Loose auf Drunk on the Pope's Blood. Sonic Youth coverten 1983 I Wanna Be Your Dog auf Confusion Is Sex. Spacemen 3 coverten 1986 Little Doll auf Sound of Confusion; Rage Against the Machine 2000 Down on the Street auf ihrem Album Renegades.
Guns n’ Roses coverten Raw Power 1993 auf ihrem Album The Spaghetti Incident?, Nebula I Need Somebody auf ihrem Album To the Center (1999). Auch Slayer coverten 1996 I Wanna be Your Dog unter dem Titel I Wanna Be Yor God.
Dakar & Grinser coverten 2000 I Wanna Be Your Dog, das auf dem Musiklabel Disko B erschien und so auch die Szene der Elektronischen Musik erreichte. 2012 coverte Neneh Cherry zusammen mit dem norwegischen Jazz-Trio The Thing (Mats Gustafsson, Ingebrigt Håker Flaten und Paal Nilssen-Love) den Song Dirt in einer Freejazzversion auf ihrem Album The Cherry Thing.
Der Rolling Stone listete die Stooges auf Rang 78 der 100 größten Musiker aller Zeiten.

## Diskografie

### Alben
| Jahr | Titel         | Höchstplatzierung, Gesamtwochen, AuszeichnungChartplatzierungen (Jahr, Titel, Platzierungen, Wochen, Auszeichnungen, Anmerkungen) | Höchstplatzierung, Gesamtwochen, AuszeichnungChartplatzierungen (Jahr, Titel, Platzierungen, Wochen, Auszeichnungen, Anmerkungen) | Höchstplatzierung, Gesamtwochen, AuszeichnungChartplatzierungen (Jahr, Titel, Platzierungen, Wochen, Auszeichnungen, Anmerkungen) | Höchstplatzierung, Gesamtwochen, AuszeichnungChartplatzierungen (Jahr, Titel, Platzierungen, Wochen, Auszeichnungen, Anmerkungen) | Höchstplatzierung, Gesamtwochen, AuszeichnungChartplatzierungen (Jahr, Titel, Platzierungen, Wochen, Auszeichnungen, Anmerkungen) | Anmerkungen                                          |
| Jahr | Titel         | DE | AT | CH | UK | US | Anmerkungen                                          |
| ---- | ------------- | --- | --- | --- | --- | --- | ---------------------------------------------------- |
| 1969 | The Stooges   | — | — | — | UK— SilberUK | US106 (11 Wo.)US | Platz 185 der Rolling-Stone-500                      |
| 1973 | Raw Power     | — | — | — | UK— GoldUK | US182 (3 Wo.)US | Iggy and the Stooges Platz 125 der Rolling-Stone-500 |
| 2007 | The Weirdness | DE65 (1 Wo.)DE | — | — | — | US130 (1 Wo.)US |                                                      |
| 2013 | Ready to Die  | DE62 (1 Wo.)DE | AT26 (2 Wo.)AT | CH50 (1 Wo.)CH | UK77 (1 Wo.)UK | US96 (1 Wo.)US | Iggy and the Stooges                                 |

grau schraffiert: keine Chartdaten aus diesem Jahr verfügbar
Weitere Alben
- 1970: Fun House (Platz 191 der Rolling-Stone-500)
- 1976: Metallic ’KO – Live-Mitschnitt unter anderem des letzten Konzerts der Stooges im Michigan Palace, Detroit, der im Nachhinein von Iggy Pop persönlich als offizielles Stooges-Album anerkannt wurde.
- 1980: I’m Sick of You
- 1988: Death Trip
- 1988: Live at the Whiskey a Gogo
- 1994: Rough Power
- 1997: California Bleeding
- 1999: 1970: The Complete Funhouse Sessions
- 2000: Michigan Palace 10/6/73
- 2000: Double Danger
- 2001: Wild Love
- 2005: Telluric Chaos
- 2007: Escaped Maniacs
- 2009: You Don’t Want My Name, You Want My Action (Box mit 4 CDs)
- 2010: A Thousand Lights
- 2010: The Electric Circus
- 2010: Have Some Fun : Live at Ungano’s
- 2011: Sadistic Summer Live 2011 (Iggy and the Stooges)
- 2011: Raw Power Live: In the Hands of the Fans (Iggy and the Stooges)
- 2011: Roadkill Rising: The Bootleg Collection, 1977-2009 (Box mit 4 CDs)
- 2012: Live at ATP 2010 (Iggy and the Stooges)

### Kompilationen
- 1980: No Fun (feat. Iggy Pop)
- 1987: Rubber Legs
- 1987: Kill City / I’m Sick of You! (2 CDs)
- 1988: Open Up and Bleed
- 1989: My Girl Hates My Heroin
- 1990: Iggy and the Stooges (Box mit 5 Vinyl-Singles, limitiert auf 1500 Stück)
- 1991: Night of Destruction
- 1991: Till the End of the Night
- 1994: Kill City
- 1995: Your Pretty Face Is Going to Hell
- 1995: Open Up and Bleed!
- 1997: Head On
- 1997: Year of the Iguana
- 1998: Rubber
- 1999: Search and Destroy – The Detroit Studio Out-Takes
- 2003: Back to the Noise
- 2004: My Girl Hates My Heroin / Live and Rarities (2 CDs)
- 2004: Penetration (Iggy and the Stooges)
- 2005: Detroit Rehearsals Spring 1973 (2 LPs)
- 2005: Morgan Sound Studios – Ypsilanti Michigan March 1973 (2 LPs)
- 2005: Heavy Liquid (Box mit 6 CDs)
- 2005: Search and Destroy (2 CDs)
- 2006: Original Punks (2 CDs)
- 2007: Les Inrockuptibles Présentent (Titres Rares, Live, Demos) (Iggy Pop, James Williamson und The Stooges)
- 2008: Gimme Some Skin
- 2008: The Stooges / Fun House (2 CDs)
- 2009: More Power
- 2010: Jesus Loves the Stooges
- 2010: Move Ass Baby
- 2010: Dirty Power (2 CDs)
- 2010: Anthology Box – The Stooges & Beyond (Iggy Pop / The Stooges) (2 CDs)
- 2011: I Wanna Be Your Dog
- 2011: Collection – Australian Tour Edition (2 CDs)
- 2016: Playlist Best of The Stooges

### EPs
- 1973: Play:Back (Iggy and the Stooges / Jesse Ed Davis)
- 1992: Siamese Dogs
- 1994: Rough Power EP
- 2005: Extended Play

### Singles
- 1969: I Wanna Be Your Dog
- 1969: 1969
- 1970: Down on the Street
- 1973: Raw Power
- 1973: Search and Destroy
- 1977: (I Got) Nothing
- 1977: I Got a Right
- 1977: I’m Sick of You!
- 1988: Gimme Danger
- 1988: She Creatures of Hollywood Hills
- 1988: Raw Power
- 1988: Pure Lust
- 1998: What You Gonna Do
- 1988: Johanna
- 1989: Nowhere
- 1989: Till the End of the Night
- 1991: My Girl Hates My Heroin
- 2005: 1970
- 2007: My Idea of Fun
- 2009: Cock in My Pocket
- 2010: Asthma Attack
- 2013: No Fun (mit The Black Keys)
- 2013: Burn (Iggy and the Stooges)

### Videoalben
| Jahr | Titel        | Höchstplatzierung, Gesamtwochen, AuszeichnungChartplatzierungen (Jahr, Titel, Platzierungen, Wochen, Auszeichnungen, Anmerkungen) | Höchstplatzierung, Gesamtwochen, AuszeichnungChartplatzierungen (Jahr, Titel, Platzierungen, Wochen, Auszeichnungen, Anmerkungen) | Höchstplatzierung, Gesamtwochen, AuszeichnungChartplatzierungen (Jahr, Titel, Platzierungen, Wochen, Auszeichnungen, Anmerkungen) | Höchstplatzierung, Gesamtwochen, AuszeichnungChartplatzierungen (Jahr, Titel, Platzierungen, Wochen, Auszeichnungen, Anmerkungen) | Höchstplatzierung, Gesamtwochen, AuszeichnungChartplatzierungen (Jahr, Titel, Platzierungen, Wochen, Auszeichnungen, Anmerkungen) | Anmerkungen                             |
| Jahr | Titel        | DE | AT | CH | UK | US | Anmerkungen                             |
| ---- | ------------ | --- | --- | --- | --- | --- | --------------------------------------- |
| 2017 | Gimme Danger | — | — | — | UK3 (33 Wo.)UK | — | Erstveröffentlichung: 7. September 2017 |

Weitere Videoalben
- 2007: Live in Detroit
- 2007: Escaped Maniacs (2 Discs, + Audio-CD)
- 2010: Live at Glastonbury Festival
- 2011: Raw Power Live – In the Hands of the Fans